# Buđ
Buđ ili plesan je gljivica koja raste u obliku višećelijskih niti koje se zovu hife. Suprotno tome, gljivice koje mogu usvojiti jednostaničnu način rasta nazivaju se kvasci.
Buđi su veliki i taksonomski raznolik broj vrsta gljiva kod kojih rast hifa rezultira gubljenjem boje i mutnim izgledom, posebno na hrani. Mreža ovih cjevastih razgranatih hifa, koja se nazivaju micelijum, smatra se jednim organizmom. Hife su uglavnom prozirne, pa se micelijum čini po površini kao vrlo fine, lepršave, bele niti. Poprečni zidovi (sepse) mogu ograničiti povezane pregrade duž hifa, a svaki sadrži jedno ili više, genetski identičnih jezgara. Prašnjava tekstura mnogih kalupa prouzrokovana je bogatom proizvodnjom aseksualnih spora (konidija) nastalih diferencijacijom na krajevima hifa. Način formiranja i oblik ovih spora tradicionalno se koristi za razvrstavanje buđi. Mnoge od ovih spora su obojene, što gljivu čini mnogo očiglednijom za ljudsko oko u ovoj fazi njegovog životnog ciklusa.
Buđi se smatraju mikrobima i ne formiraju specifičnu taksonomiju ili filogenetsku grupu, ali se mogu naći u odeljenjima Zygomycota i Ascomycota . U prošlosti je većina buđi bila klasifikovana unutar Deuteromicota. Naziv buđ je korišćen kao zajedničko ime za sada negljivične grupe kao što su vodene buđi ili sluzave buđi koje su prethodno klasifikovane kao gljivice.
Buđi prouzrokuju biorazgradnju prirodnih materijala, što može biti nepoželjno kada nastane kvarenje hrane ili oštećenje imovine. Takođe igraju važnu ulogu u biotehnologiji i nauci o hrani u proizvodnji različitih namirnica, pića, antibiotika, lekova i enzima.
Neke bolesti životinja i ljudi mogu biti prouzrokovane određenim buđima: bolest može biti rezultat alergijske osjetljivosti na spore buđi, rasta patogenih buđi unutar tela ili posledica gutanja ili udisanja toksičnih spojeva (mikotoksina) proizvedenih buđima.
Sem digestivnih enzima, buđi su poznate i značajne zbog lučenja antibiotika. Penicilin je antibiotik izrađen od je od buđi (čije ime potiče od gljivice Penicillium), otkrio ga je Alexander Fleming. Pojedine buđi koriste se u prehrambenoj industriji.
Buđ nastaje na vlažnom, toplom vazduhu, naročito tamo gde ima dosta namirnica. Jedne se hrane trulom biljnom i životinjskom materijom, druge su paraziti, to jest, žive na živim bićima. Buđi mogu rasti na zidovima, hlebu, sirevima, voću, povrću, deblima, listovima biljaka, izmetima, pa čak i na drugim gljivama kao što su pečurke.

## Vrste buđi
Najčešći tipovi buđi su
- Alternaria
- Acremonium
- Aspergillus
- Cladosporium
- Mucor
- Neurospora
- Penicillium
- Rhizopus
- Stachybotrys
- Trichoderma
- Trichophyton

## Buđ u okruženju
Buđi se nalaze u gotovo svim sredinama i mogu se detektovati, kako u zatvorenom prostoru tako i na otvorenom, tokom cele godine. Vrući i vlažni uslovi pogoduju rastu buđi. Na otvorenom se mogu naći u sjenovitim vlažnim predelima ili mjestima na kojima dolazi do raspadanja lišća ili druge vegetacije. U zatvorenim prostorima mogu se naći na mestima gde je nivo vlage visok, na primer oko sudopera, toaleta, mašina za sudove.

## Buđi kao uzročnici infekcije
Neki su ljudi osjetljivi na buđi. Izloženost buđima kod ovih ljudi može uzrokovati simptome kao što su začepljenje nosa, iritacija očiju ili piskutanje u govoru. Drugi, koji imaju jake alergije na buđ mogu osjetiti teže reakcije. Teške reakcije mogu se pojaviti među radnicima koji su na poslu izloženi velikim količinama buđi, kao što je slučaj kod poljoprivrednika koji cijeli dan rade oko buđi. Neke teške reakcije mogu uključivati vrućicu i otežano disanje. Osobe sa hroničnim bolestima, kao što je opstruktivna bolest pluća, mogu imati upalu pluća. Neki buđi su toksične jer proizvode mikotoksine koji mogu ozbiljno uticati na ljude i životinje.
Osjetljivi ljudi trebaju izbjegavati područja koja imaju veću vjerovatnoću da sadrže buđ, poput kompostnih gomila, pokošene trave i šumovitih područja. U zatvorenom prostoru rast plijesni može se usporiti održavanjem razine vlage ispod 50% i ventilacijskim tuševima na površinama za kuhanje. Izrasline plijesni mogu se ukloniti s tvrdih površina komercijalnim proizvodima, sapunom i vodom, ili otopinom izbjeljivača pripremljenom smjesom ne više od jedne šalice izbjeljivača u četiri litra vode. Osjetljivi ljudi trebaju nositi prikladnu masku u slučajevima kada se izlaganje plijesni ne može izbjeći.

## Farmaceutski proizvodi od buđi
Aleksander Fleming je slučajnim otkrićem antibiotika penicilina uključivao buđ Penicillium koji se zove Penicillium rubrum (mada se kasnije utvrdilo da je vrsta Penicillium rubens). Fleming je nastavio da istražuje Penicilin, pokazujući da on može inhibirati razne vrste bakterija koje se nalaze u infekcijama i drugim tegobama, ali nije uspeo da proizvede jedinjenje u dovoljno velikim količinama potrebnim za proizvodnju leka. Njegov rad je proširio tim sa Univerziteta Okford; Clutterbuck, Lovell i Raistrick, koji su počeli da rade na problemu 1931. Ovaj tim takođe nije bio u stanju da proizvede čisto jedinjenje u većoj količini, i otkrio je da proces prečišćavanja smanjuje njegovu efikasnost i negira antibakterijska svojstva koja ima.
Hovard Florei, Ernst Chain, Norman Heatlei, Edvard Abraham, svi sa Oksforda, nastavili su sa radom. Oni su poboljšali i razvili tehniku koncentracije korišćenjem organskih rastvora umesto vode, i stvorili „Okford jedinicu“ za merenje koncentracije penicilina u rastvoru. Uspeli su da pročiste rastvor, povećavajući njegovu koncentraciju za 45–50 puta, ali otkrili su da je moguća veća koncentracija. Eksperimenti su sprovedeni, a rezultati objavljeni 1941. godine, iako proizvedene količine penicilina nisu uvek bile dovoljno velike da bi se lečenje sprovelo. Kako je to bilo tokom Drugog svetskog rata, Florei je tražio učešće vlade SAD. Sa istraživačkim timovima u Velikoj Britaniji i u SAD, industrijska proizvodnja kristalizovanog penicilina u industrijskom obimu razvijena je od 1941. do 1944. godine od strane USDA i Pfizera
Nekoliko lekova za snižavanje holesterola u statinu (poput lovastatina, iz vrste Aspergillus terreus) potiče iz buđi.

## Galerija
- Redosled fotografija u vremenskom nizu, breskva postaje progesivno obezbojena i izobličena
- Buđ se razvija na clementini
- Spinellus fusiger raste na gljivi Mycena haematopus
- Buđ na hlebu
- Buđ na parčetu hleba
- Hife rastu iz sosa od paradajza.
- Buđ na Petrijevoj šolji.

## Literatura
- Madigan M; Martinko J (editors). (2005). Brock Biology of Microorganisms (11th изд.). Prentice Hall. ISBN 978-0-13-144329-7. OCLC 57001814.
- Moore D; Robson GD; Trinci APJ (editors). (2011). 21st Century Guidebook to Fungi (1st изд.). Cambridge University Press. ISBN 978-0521186957.

## Spoljašnje veze
- EPA vodič za buđi
- Kako ukloniti buđ sa zidova
- Kao ukloniti buđ iz kade Архивирано на веб-сајту  (9. јул 2020)